# Xian de Pingyin
Le xian de Pingyin (平阴县 ; pinyin : Píngyīn Xiàn) est un district administratif de la province du Shandong en Chine. Il est placé sous la juridiction de la ville sous-provinciale de Jinan.

## Démographie
La population du district était de 359 808 habitants en 1999.